# Štokovci
 Štokovci  (olaszul: Stocozzi) falu Horvátországban, Isztria megyében. Közigazgatásilag Svetvinčenathoz tartozik.

## Fekvése
Az Isztria délkeleti részén, Pólától 23 km-re északra, községközpontjától 6 km-re délkeletre fekszik.

## Története
A település a 16. században népesült be, amikor a velenceiek Dalmáciáól a török elől menekülő horvátokat telepítettek ide. A svetvinčenati plébániához tartozott. A falunak 1857-ben 648, 1910-ben 281 lakosa volt. Az első világháború után Olaszországhoz került. Az Isztria az 1943-as olasz kapituláció után szabadult meg az olasz uralomtól. A második világháború után Jugoszlávia, majd Jugoszlávia felbomlása után 1991-ben a független Horvátország része lett. 2011-ben a falunak 159 lakosa volt. Lakói mezőgazdasággal és állattartással foglalkoznak.

## Lakosság
| Lakosság változása | Lakosság változása | Lakosság változása | Lakosság változása | Lakosság változása | Lakosság változása | Lakosság változása | Lakosság változása | Lakosság változása | Lakosság változása | Lakosság változása | Lakosság változása | Lakosság változása | Lakosság változása | Lakosság változása | Lakosság változása |
| ------------------ | ------------------ | ------------------ | ------------------ | ------------------ | ------------------ | ------------------ | ------------------ | ------------------ | ------------------ | ------------------ | ------------------ | ------------------ | ------------------ | ------------------ | ------------------ |
| 1857               | 1869               | 1880               | 1890               | 1900               | 1910               | 1921               | 1931               | 1948               | 1953               | 1961               | 1971               | 1981               | 1991               | 2001               | 2011               |
| 648                | 798                | 217                | 203                | 256                | 281                | 178                | 1029               | 256                | 264                | 229                | 176                | 160                | 148                | 153                | 159                |